# ナイトモーニン
『ナイトモーニン』（NIGHT MORNING）は、1990年4月8日（7日深夜）から9月29日（28日深夜）まで関西テレビ（関西ローカル）で放送された関西テレビ・吉本興業共同製作の深夜のバラエティ番組。

## 概要
「日本一早いモーニングショー」のふれこみにより、オープニングでは『この番組は、日本一で一番早く始まるモーニングショーであります。』というテロップを番組冒頭で行う。

## 出演者
- 笑福亭仁鶴 - MC
- コメディNo.1（坂田利夫・前田五郎）
- 中田カウス・ボタン（中田カウス・中田ボタン）
- チャーリー浜
- 島木譲二

## コーナー
仁鶴のGood Morning マフィア
ニカクビッチ(ボス)（笑福亭仁鶴）、パッパラ坂田（坂田利夫）、ゴロスキー（前田五郎）、カウチーノ（中田カウス）、ボタタリアン（中田ボタン）、パンチーノ・ジョージ（島木譲二）がマフィアの朝食会議を設定するコントであり、時事ネタや時節ネタなどを面白可笑しく話し合うコーナーである。ゲストには山根伸介（チャンバラトリオ）、桂きん枝（現:四代目 桂小文枝）、桂小枝、ジョニー広瀬、程一彦ほか出演。
チャーリー浜の

仁鶴のおじさん立入禁止

おはようございまショー